# Campeonato Sudamericano de Voleibol Femenino Sub-19 de 2024
El Campeonato Sudamericano de Voleibol Femenino Sub-19 de 2024 fue la XXIII edición del torneo de selecciones femeninas de voleibol categoría sub-19 pertenecientes a la Confederación Sudamericana de Voleibol (CSV). Se llevó a cabo del 28 de agosto al 1 de septiembre de 2024 en la ciudad de Araguari, Brasil y otorgó tres plazas para el próximo Campeonato Mundial de Voleibol Femenino Sub-20.

## Equipos participantes
- Argentina
- Brasil
- Chile
- Colombia
- Paraguay
- Perú
- Venezuela

## Grupos
| Grupo A   | Grupo B   |
| --------- | --------- |
| Brasil    | Argentina |
| Venezuela | Paraguay  |
| Perú      | Colombia  |
|           | Chile     |

## Modo de disputa
Los equipos se dividieron en dos grupos donde se enfrentaron en un sistema de todos contra todos. Los dos primeros de cada grupo avanzarán a la semifinal.

## Resultados

### Grupo A
|     |           | Partidos | Partidos | Partidos |     | Sets | Sets | Sets  | Puntos | Puntos | Puntos | Clasificación |
| Pos | Equipo    | PJ       | PG       | PP       | Pts | SG   | SP   | Ratio | PG     | PP     | Ratio  | Clasificación |
| --- | --------- | -------- | -------- | -------- | --- | ---- | ---- | ----- | ------ | ------ | ------ | ------------- |
| 1.º | Brasil    | 2        | 2        | 0        | 6   | 6    | 0    | MAX   | 150    | 86     | 1.744  | Semifinales   |
| 2.º | Perú      | 2        | 1        | 1        | 3   | 3    | 3    | 1.000 | 127    | 124    | 1.024  | Semifinales   |
| 3.º | Venezuela | 2        | 0        | 2        | 0   | 0    | 6    | 0.000 | 83     | 150    | 0.553  |               |

Todos los horarios están expresados en hora local, UTC-03:00
| 28 de agosto, 17:30 | Brasil | 3-0                             | Venezuela | Gimnasio Mario Brum Negreiros, Araguari |  |
|                     |        | ( 25/10, 25/11, 25/13 ) Reporte |           |                                         |  |

| 29 de agosto, 15:00 | Brasil | 3-0                             | Perú | Gimnasio Mario Brum Negreiros, Araguari |  |
|                     |        | ( 25/13, 25/22, 25/17 ) Reporte |      |                                         |  |

| 30 de agosto, 20:00 | Perú | 3-0                             | Venezuela | Gimnasio Mario Brum Negreiros, Araguari |  |
|                     |      | ( 25/13, 25/19, 25/17 ) Reporte |           |                                         |  |

### Grupo B
|     |           | Partidos | Partidos | Partidos |     | Sets | Sets | Sets  | Puntos | Puntos | Puntos | Clasificación |
| Pos | Equipo    | PJ       | PG       | PP       | Pts | SG   | SP   | Ratio | PG     | PP     | Ratio  | Clasificación |
| --- | --------- | -------- | -------- | -------- | --- | ---- | ---- | ----- | ------ | ------ | ------ | ------------- |
| 1.º | Argentina | 3        | 3        | 0        | 9   | 9    | 1    | 9.000 | 247    | 188    | 1.313  | Semifinales   |
| 2.º | Chile     | 3        | 2        | 1        | 5   | 6    | 5    | 1.200 | 229    | 221    | 1.036  | Semifinales   |
| 3.º | Colombia  | 3        | 1        | 2        | 4   | 6    | 6    | 1.000 | 95     | 104    | 0.833  |               |
| 3.º | Paraguay  | 3        | 0        | 3        | 0   | 0    | 9    | 0.000 | 54     | 75     | 0.720  |               |

| 28 de agosto, 15:00 | Argentina | 3-0                             | Paraguay | Gimnasio Mario Brum Negreiros, Araguari |  |
|                     |           | ( 25/15, 25/20, 25/19 ) Reporte |          |                                         |  |

| 28 de agosto, 20:00 | Chile | 3-2                                          | Colombia | Gimnasio Mario Brum Negreiros, Araguari |  |
|                     |       | ( 20/25, 26/24, 18/25, 25/12, 15/9 ) Reporte |          |                                         |  |

| 29 de agosto, 17:30 | Argentina | 3-1                                    | Colombia | Gimnasio Mario Brum Negreiros, Araguari |  |
|                     |           | ( 22/25, 25/17, 25/19, 25/23 ) Reporte |          |                                         |  |

| 29 de agosto, 20:00 | Chile | 3-0                              | Paraguay | Gimnasio Mario Brum Negreiros, Araguari |  |
|                     |       | ( 25/17, 25/19, 25/15. ) Reporte |          |                                         |  |

| 30 de agosto, 15:00 | Argentina | 3-0                             | Chile | Gimnasio Mario Brum Negreiros, Araguari |  |
|                     |           | ( 25/14, 25/19, 25/17 ) Reporte |       |                                         |  |

| 30 de agosto, 20:00 | Paraguay | 0-3                             | Colombia | Gimnasio Mario Brum Negreiros, Araguari |  |
|                     |          | ( 22/25, 14/25, 21/25 ) Reporte |          |                                         |  |

## Fase final

### Partido por el 5.° puesto
| 31 de agosto, 13:00 | Venezuela | 0-3                             | Colombia | Gimnasio Mario Brum Negreiros, Araguari |  |
|                     |           | ( 25/14, 25/17, 25/18 ) Reporte |          |                                         |  |

### Semifinales
| 31 de agosto, 15:30 | Brasil | 3-0                              | Chile | Gimnasio Mario Brum Negreiros, Araguari |  |
|                     |        | ( 25/17, 25/19 y 25/19 ) Reporte |       |                                         |  |

| 31 de agosto, 18:00 | Perú | 1-3                                    | Argentina | Gimnasio Mario Brum Negreiros, Araguari |  |
|                     |      | ( 25/21, 25/18, 23/25, 25/15 ) Reporte |           |                                         |  |

### Partido por el3.erpuesto
| 1 de septiembre, 14:30 | Perú | 3-0                             | Chile | Gimnasio Mario Brum Negreiros, Araguari |  |
|                        |      | ( 25/22, 25/19, 25/18 ) Reporte |       |                                         |  |

### Final
| 1 de septiembre, 17:00 | Brasil | 3-0                             | Argentina | Gimnasio Mario Brum Negreiros, Araguari |  |
|                        |        | ( 25/18, 25/20, 25/15 ) Reporte |           |                                         |  |